# Olympische Winterspiele 1992/Teilnehmer (Indien)
| Gelbes Symbol für Goldmedaillen mit stilisierten Olympischen Ringen | Graues Symbol für Silbermedaillen mit stilisierten Olympischen Ringen | Braundes Symbol für Bronzemedaillen mit stilisierten Olympischen Ringen |
| ------------------------------------------------------------------- | --------------------------------------------------------------------- | ----------------------------------------------------------------------- |
| —                                                                   | —                                                                     | —                                                                       |

Indien nahm an den Olympischen Winterspielen 1992 im französischen Albertville mit zwei  Athleten teil.
Es war die vierte Teilnahme des Landes bei Winterspielen.

## Teilnehmer nach Sportarten

### Ski Alpin
- Nanak Chand
Riesenslalom, Männer: 82. Platz
Slalom, Männer: 58. Platz
- Lal Chuni
Riesenslalom, Männer: dnf
Slalom, Männer: 61. Platz